# WordReference.com
WordReference.com (ВордРеференс.ком) — перекладацький портал «WordReference.com», який було запущено у штаті Вірджинія, США у 1999 р.
WordReference.com є безкоштовним всесвітньо відомим онлайн ресурсом, яким користуються як професійні перекладачі, так і всі охочі, які не є спеціалістами з іноземних мов. Наразі на порталі функціонують словники з таких мов: англійська, іспанська, італійська, французька, німецька, польська, португальська, румунська, чеська, російська, грецька, турецька, китайська, японська, корейська та арабська. Крім того, на цьому перекладацькому сайті представлені тлумачні словники з іноземних мов, Оксфордський словник, різноманітні словникові прикладки для телефонів та перекладацький форум. Сайт «WordReference.com» входить у список 500 найвідвідуваніших сайтів світу.
У другій половині 2011 року планувався запуск словника з української мови на цьому ресурсі, проте станом на вересень 2014 року він відсутній на сайті.